# Campionati mondiali di canoa/kayak 1973
I decimi Campionati mondiali di canoa/kayak si sono svolti a Tampere (Finlandia) nel 1973.

## Medagliere
| Pos. | Paese            | Oro | Argento | Bronzo | Totale |
| ---- | ---------------- | --- | ------- | ------ | ------ |
| 1    | Unione Sovietica | 8   | 6       | 1      | 15     |
| 2    | Ungheria         | 7   | 4       | 5      | 16     |
| 3    | Romania          | 2   | 5       | 6      | 13     |
| 4    | Germania Est     | 1   | 1       | 2      | 4      |
| 5    | Polonia          | 0   | 1       | 1      | 2      |
| 6    | Germania Ovest   | 0   | 1       | 0      | 1      |
| 7    | Cecoslovacchia   | 0   | 0       | 1      | 1      |
| 7    | Danimarca        | 0   | 0       | 1      | 1      |
| 7    | Belgio           | 0   | 0       | 1      | 1      |

## Medaglie Canoa

### C1 500m
| Posizione | Atleta          | Paese            | Tempo |
| --------- | --------------- | ---------------- | ----- |
|           | Miklos Darvas   | Ungheria         |       |
|           | Nikolai Fedulov | Unione Sovietica |       |
|           | Ivan Patzaichin | Romania          |       |

### C1 1000m
| Posizione | Atleta               | Paese            | Tempo |
| --------- | -------------------- | ---------------- | ----- |
|           | Ivan Patzaichin      | Romania          |       |
|           | Romualdas Vinojindis | Unione Sovietica |       |
|           | Tamás Wichmann       | Ungheria         |       |

### C1 10000m
| Posizione | Atleta          | Paese            | Tempo |
| --------- | --------------- | ---------------- | ----- |
|           | Vasyl Yurchenko | Unione Sovietica |       |
|           | Lipat Varabiev  | Romania          |       |
|           | Tamás Wichmann  | Ungheria         |       |

### C2 500m
| Posizione | Atleta                              | Paese            | Tempo |
| --------- | ----------------------------------- | ---------------- | ----- |
|           | Oleg Kalidov Vitalii Slobodenyuk    | Unione Sovietica |       |
|           | Gheorghe Danielov Gheorghe Simionov | Romania          |       |
|           | Jerzy Opara Andrzej Gronowicz       | Cecoslovacchia   |       |

### C2 1000m
| Posizione | Atleta                              | Paese            | Tempo |
| --------- | ----------------------------------- | ---------------- | ----- |
|           | Gheorghe Danielov Gheorghe Simionov | Romania          |       |
|           | Vladas Cheiunas Mihai Lobanov       | Unione Sovietica |       |
|           | Tamás Wichmann Gyula Petrikovics    | Ungheria         |       |

### C2 10000m
| Posizione | Atleta                           | Paese            | Tempo |
| --------- | -------------------------------- | ---------------- | ----- |
|           | Mihai Lobanov Vladas Cheiunas    | Unione Sovietica |       |
|           | Vasile Serghei Cherasim Munteanu | Romania          |       |
|           | Tamás Buday Gabor Haraszti       | Ungheria         |       |

## Medaglie Kayak

### K1 500m
| Posizione | Atleta               | Paese            | Tempo |
| --------- | -------------------- | ---------------- | ----- |
|           | Géza Csapó           | Ungheria         |       |
|           | Vitali Trukshin      | Unione Sovietica |       |
|           | Grzegorz Sledziewski | Polonia          |       |

| Posizione | Atleta           | Paese            | Tempo |
| --------- | ---------------- | ---------------- | ----- |
|           | Nina Gopova      | Unione Sovietica |       |
|           | Petra Borzym     | Germania Est     |       |
|           | Victoria Dumitru | Romania          |       |

### K1 4x500m
| Posizione | Atleta                                                           | Paese            | Tempo |
| --------- | ---------------------------------------------------------------- | ---------------- | ----- |
|           | Vitali Trukshin Anatoli Kobrisev Sergei Nikolskiy Oleg Tshegoyev | Unione Sovietica |       |
|           | Istvan Csizmadia Zoltan Angyal Robert Schaffauser István Szabó   | Ungheria         |       |
|           | Atanase Sciotnic Vasile Simiocenko Roman Vartolomeu Mihai Zafiu  | Romania          |       |

### K1 1000m
| Posizione | Atleta               | Paese            | Tempo |
| --------- | -------------------- | ---------------- | ----- |
|           | Géza Csapó           | Ungheria         |       |
|           | Grzegorz Sledziewski | Polonia          |       |
|           | Oleksandr Šaparenko  | Unione Sovietica |       |

### K1 10000m
| Posizione | Atleta              | Paese            | Tempo |
| --------- | ------------------- | ---------------- | ----- |
|           | Oleksandr Šaparenko | Unione Sovietica |       |
|           | Peter Volgyi        | Ungheria         |       |
|           | Jørgen Andersen     | Danimarca        |       |

### K2 500m
| Posizione | Atleta                     | Paese            | Tempo |
| --------- | -------------------------- | ---------------- | ----- |
|           | Nikolai Hohol Piotr Gresta | Unione Sovietica |       |
|           | József Deme János Rátkai   | Ungheria         |       |
|           | Ion Dragulschi Ernst Pavel | Romania          |       |

| Posizione | Atleta                                  | Paese            | Tempo |
| --------- | --------------------------------------- | ---------------- | ----- |
|           | Ilse Kaschube Petra Borzym              | Germania Est     |       |
|           | Lyudmila Khvedosyuk-Pinaeva Nina Gopova | Unione Sovietica |       |
|           | Anna Pfeffer Ilona Tozser               | Ungheria         |       |

### K2 1000m
| Posizione | Atleta                        | Paese        | Tempo |
| --------- | ----------------------------- | ------------ | ----- |
|           | József Deme János Rátkai      | Ungheria     |       |
|           | Ion Dragulschi Ernst Pavel    | Romania      |       |
|           | Herbert Laabs Joachim Mattern | Germania Est |       |

### K2 10000m
| Posizione | Atleta                      | Paese    | Tempo |
| --------- | --------------------------- | -------- | ----- |
|           | Zoltán Bakó Géza Csapó      | Ungheria |       |
|           | Ion Terente Antrop Varabiov | Romania  |       |
|           | Jos Broeckx Paul Stinckens  | Belgio   |       |

### K4 500m
| Posizione | Atleta                                                                 | Paese            | Tempo |
| --------- | ---------------------------------------------------------------------- | ---------------- | ----- |
|           | Lyudmila Khvedosyuk-Pinaeva Nina Gopova Larissa Kabakova Tamara Popova | Unione Sovietica |       |
|           | Anna Pfeffer Ilona Tozser Erzsébet Horváth Mária Zakariás              | Ungheria         |       |
|           | Maria Cosma Victoria Dumitru Maria Nichiforov Maria Ivanov             | Romania          |       |

### K4 1000m
| Posizione | Atleta                                                      | Paese            | Tempo |
| --------- | ----------------------------------------------------------- | ---------------- | ----- |
|           | Csaba Giczi Csongor Vargha József Deme János Rátkai         | Ungheria         |       |
|           | Volodymyr Morozov Nikolai Hohol Yuri Filatov Valeri Didenko | Unione Sovietica |       |
|           | Norbert Paschke Peter Korsch Jürgen Lehnert Gerald Marg     | Germania Est     |       |

### K4 10000m
| Posizione | Atleta                                                              | Paese          | Tempo |
| --------- | ------------------------------------------------------------------- | -------------- | ----- |
|           | Csaba Giczi Tibor Nagy Csongor Vargha Geza Kralovan                 | Ungheria       |       |
|           | Hans-Erich Pasch Horst Mattern Rudolf Blass Eberhard Fischer        | Germania Ovest |       |
|           | Atanase Sciotnic Cuprian Macarenco Costel Cosnita Vasile Simiocenco | Romania        |       |